# El Mezquite, Guerrero
El Mezquite är en ort i Mexiko.   Den ligger i kommunen Iguala de la Independencia och delstaten Guerrero, i den sydöstra delen av landet, 130 km söder om huvudstaden Mexico City. El Mezquite ligger 755 meter över havet och antalet invånare är 179.
Terrängen runt El Mezquite är varierad. Runt El Mezquite är det ganska tätbefolkat, med 172 invånare per kvadratkilometer. Närmaste större samhälle är Iguala de la Independencia, 2,3 km väster om El Mezquite. Omgivningarna runt El Mezquite är en mosaik av jordbruksmark och naturlig växtlighet.